# پینگ وو
پینگ وو (انگلیسی: Ping Wu؛ زادهٔ ۱۶ ژوئن ۱۹۵۶) بازیگر اهل ایالات متحده آمریکا است.
از فیلم‌ها یا برنامه‌های تلویزیونی که وی در آن نقش داشته‌است می‌توان به خیابان جامپ شماره ۲۱، چاک، نام من ارل است، دو مرد و نصفی، پرل هاربر، کسل، آناتومی گری، تحت تعقیب، شکار برای اکتبر سرخ، پزشک دهکده، مقررات درگیری، شش روز، هفت شب، نقطه شکست، تحت محاصره ۲: قلمروی تاریک، رئیس‌های وحشتناک ۲، تحت تعقیب، تاریخ معما، کالیفرنیکیشن و جوان و مشتاق اشاره کرد. او در چندین فیلم تبلیغاتی هم بازی کرده است.